# 盛德律师事务所
盛德律师事务所（Sidley Austin LLP，原名Sidley Austin Brown & Wood LLP），是美國的第六大律師事務所。它在2001年由芝加哥的西德利和奧斯丁律所（Sidley & Austin，1866年成立）和布朗和伍德律所（Brown & Wood，1914年成立）合併而成，總部位於美國芝加哥盧普區。

## 政治參與
據華盛頓的响应性政治中心報告顯示，該事務所在2012年美國大選共捐贈了145萬美元，其中66%捐給了民主黨，而奧巴馬就曾是該公司的暑期實習生，米歇爾·奧巴馬亦曾于此工作。而自1990年以來該公司就一直進行著政治投資，截止2016年共花去了688萬美元。

## 外部連接
- Official website （页面存档备份，存于）
- 盛德律师事务所在OpenCorporates上的群組
- See this firm's profile on Martindale.com （页面存档备份，存于）